# Tuuli Petäjä
Tuuli Petäjä-Sirén (ur. 9 listopada 1983 w Espoo) – reprezentantka Finlandii w windsurfingu, srebrna medalistka XXX Letnich Igrzysk Olimpijskich w Londynie, trzykrotna olimpijka. Uczestniczka Mistrzostw Świata i Europy.

## Życiorys

### Młode życie, edukacja
Urodziła się w Espoo, skąd jej rodzice wyprowadzili się do Helsinek w 1988 roku.
Studiuje architekturę na uniwersytecie w Aalto, tak jak jej rodzice i dziadkowie.

### Kariera żeglarska
Swoją przygodę ze sportem rozpoczęła w czerwcu 2001 roku w klasie RS:X. Na zawodach w Kilonii zajęła 26. miejsce na 28 możliwych.
Dwukrotnie brała udział w mistrzostwach świata. Pierwszy występ na mistrzostwach świata nastąpił we wrześniu 2006 roku, gdzie zajęła 50. miejsce. W drugich zaś, rok później, poprawiła swoje osiągnięcie z poprzednich mistrzostw i zajęła 34. miejsce. Brała również udział w pomniejszych zawodach, bez większych sukcesów.
Zdobyła brąz na Mistrzostwach Europy w 2012 roku.

### Igrzyska olimpijskie
Na pierwszych igrzyskach olimpijskich odbywających się w Pekinie zajęła 16. miejsce. Cztery lata później, w Londynie, udało jej się uzyskać 46 punktów w kasie RS:X i zająć drugie miejsce. Był jej to pierwszy medal na światowych zawodach. W 2016 roku wyprowadziła swoją reprezentację jako chorąży. Zajęła tam 10. miejsce w końcowej klasyfikacji.

## Życie prywatne
Od 2012 zamężna z Ville Sirénem. Od tamtej pory używa dwóch nazwisk. Mają dwie córki, między którymi są 4 lata różnicy. Jej trenerem jest Curro Manchon.